# The Shaolin Afronauts
Shaolin Afronauts são uma banda de afrobeat instrumental de Adelaide, Austrália.  São inspirados no movimento África 70, de artistas como Fela Kuti e Sun Ra. Sua música incorpora elementos de avant-garde jazz, soul e ritmos de percussão tradicionais africanas e cubanas.
Fundada em 2008, fascinados pela música improvisada e afrobeat, a banda começou como banda de apoio do grupo The Transatlantics antes de lançar seus próprios shows. Em poucos meses o grupo se solidificou, tendo um núcleo de doze membros, expandindo assim seu repertório de canções originais.
A banda cresceu e em 2011, eles foram convidados a tocar no festival Womadelaide no sul da Austrália e já tinham uma extensa turnê por todo o país.
Mais tarde no mesmo ano, eles assinaram com Freestyle Records e lançaram seu álbum de estréia 'Flight of the Ancients.' 
O álbum foi destaque na Rádio Nacional Breakfast e recebeu atenção considerável.
Em 2012 The Shaolin Afronauts lançou seu segundo álbum 'Quest under Capricorn' ainda pela Freestyle Records, participaram da gravação 18 músicos em janeiro de 2012.

## Banda

### Membros actuais
- Ross McHenry - Baixo
- Kevin van der Zwaag - Bateria
- Dylan Marshall - Guitarrra, Sintetizador
- Lachlan Ridge - Guitarra
- Jarrad Payne - Percussão
- Chris Weber - Trompete
- Stephen McEntee - Trombone
- Jason McMahon - Saxofone

### Membros anteriores e ocasionais
- Jon Hunt - Bass Clarinet, Saxofone barítono
- Adam Page - Saxofone Tenor, Flauta
- Derek Pascoe - Saxofone Tenor
- Andrew Crago - Saxofones
- David van der Zwaag - Percussion
- Joel Prime - Percussão
- Tim Bennett - Percussão
- Brenton Foster - Piano Rhodes, Sintetizadores
- Luca Spiler - Trombone, trombone baixo
- Chris Soole - Saxofone
- Kahil Nayton - Guitarra

## Discografia

### Álbums
- Flight of the Ancients 2011
- Quest under Capricorn 2012
- Follow the Path 2014